# Al-Ain SCC
L'Al-Ain SCC (àrab: نادي العين لكرة القدم, Nādī al-'Ayn li-Kurat al-Qadam, ‘Club de Futbol d'al-Ayn’) és un club de futbol dels Emirats Àrabs Units de la ciutat d'Al Ain.
El club va ser fundat el 1968. El 1971, alguns membres del club se'n separaren i fundaren l'Al Tadhamun Club. Tres anys més tard, Al Ain i Al Tadhamun, tornaren a unir-se per formar l'Al Ain Sports Club.

## Palmarès
- Lliga de Campions de l'AFC:
  - 2003
- Copa dels Clubs Campions del Golf:
  - 2001
- Lliga dels Emirats Àrabs Units de futbol:[4]
  - 1976–77, 1980–81, 1983–84, 1992–93, 1997–98, 1999–00, 2001–02, 2002–03, 2003–04, 2011–12, 2012–13, 2014–15, 2017–18, 2021/22
- Copa del President dels Emirats Àrabs Units de futbol:[5]
  - 1998–99, 2000–01, 2004–05, 2005–06, 2008–09, 2013–14, 2017–18
- Copa de la Lliga dels Emirats Àrabs Units de futbol:[5]
  - 2008–09
- Supercopa dels Emirats Àrabs Units de futbol:[5]
  - 1995, 2003, 2009, 2012, 2015
- Copa Federació dels Emirats Àrabs Units de futbol:[5]
  - 1988–89, 2004–05, 2005–06
- Campionat d'Abu Dhabi:
  - 1973-74, 1974-75

## Jugadors destacats
- Kodjo Afanou
- Soufiane Alloudi
- Edílson
- Kader Keïta
- Boubacar Sanogo
- Kandia Traoré
- Abedi Pelé